# Chindongo socolofi
Pseudotropheus socolofi (псевдотрофеус Соколова, піндані) — вид риб родини цихлових. У природних умовах є ендеміком озера Малаві. Популярна акваріумна риба.

## Зовнішній вигляд

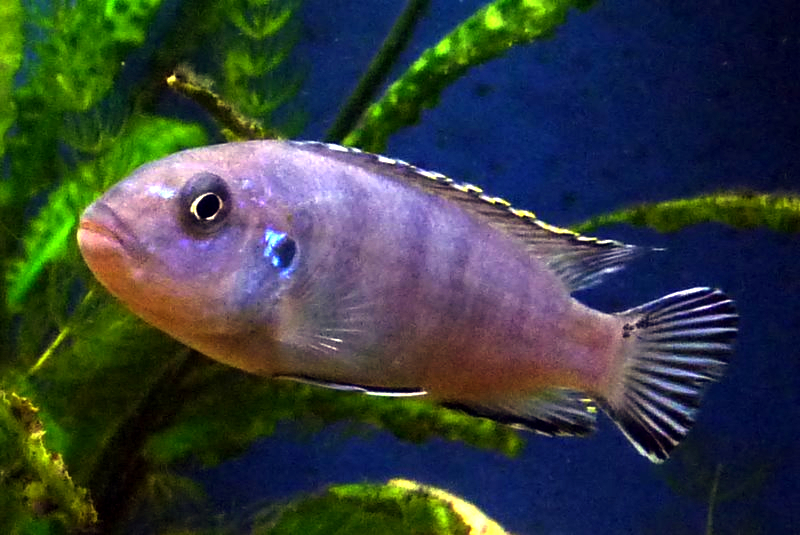
Самка

Має типовий для цихлід групи Мбуна витягнуту торпедоподібну форму тіла. У природних умовах завдовжки до 7 см, в акваріумі можуть виростати до 16 см. Статевий диморфізм не виражений — мають ніжно-блакитне забарвлення тіла, у деяких випадках з фіолетовим полиском. У самців плавці розвинені краще, вони також більш масивні, вони мають більші черевні, спинний і анальний плавець. Як правило, на анальному плавці у самців є жовті плями, що нагадують ікру. Молодь має таке саме забарвлення, як і дорослі. Промені хвостового, перші промені грудного і крайні промені спинного плавців забарвлені в темно-синій колір. На тілі цих цихлід при сильному переляку з'являються фіолетові плями. Штучно виведено альбіносну форму (Pseudotropheus socolofi albino, комерційна назва — білий принц).

## Умови існування
У природі зустрічаються біля берегів Мозамбіку. Віддають перевагу мілководним ділянкам з глибиною 4-10 м. Самці проявляють слабку територіальність. Живляться водоростями на поверхні скель.

## Утримання в акваріумі
Бажано утримувати в акваріумах з великою кількістю укриттів. Краще декорувати акваріум за допомогою каменів, створюючи скельні рифи і укриття. Важливо підтримувати в акваріумі високий рівень заселеності для розосередження агресії рибок. Краще утримувати з іншими малавійськими цихлідами. Оскільки піндані полігамні, на одного самця необхідно мати декілька самок.
Оптимальними умовами для утримання вважають:
- температура — 24-27°С,
- pH — 7,2-8,5,
- твердість — 8-25°.

Потрібна аерація, фільтрація та щотижнева заміна води до 30 % об'єму.
В акваріумі годують рослинними, комбінованими і живими кормами, причому рослинних кормів повинно бути 60-70 % від загальної кількості корму.
Живуть до 5 років.

## Розведення

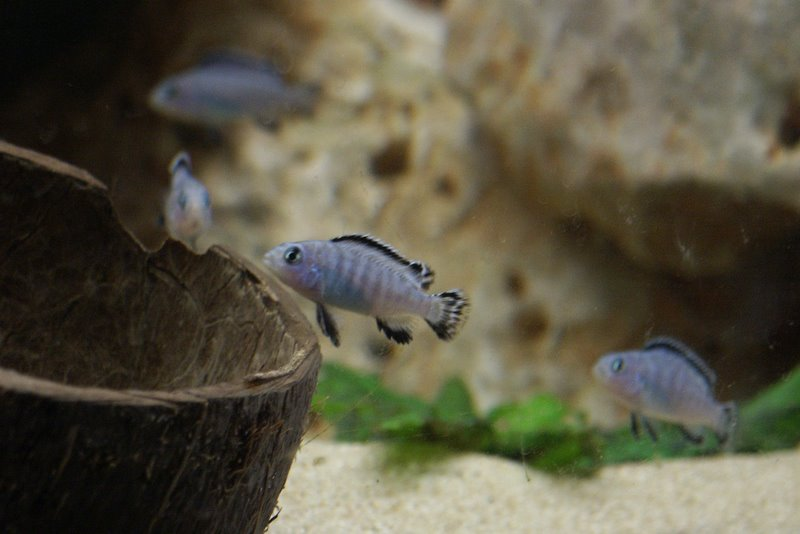
Молоді рибки

Статева зрілість настає з 9-12 місяців. Як і інші цихліди озера Малаві, під час нересту самки виношують ікру в роті. Під час нересту самки і самці починають здійснювати кругові інтенсивні рухи, які нагадують танок. Коли самки відкладають ікру, вони намагаються «підібрати ротом» імітацію ікри на анальному плавці самця, а самці в цей момент виділяють сперму, що потрапляє до роту самки і запліднює ікру. Самки можуть відкладати 25-90 ікринок. Інкубація у роті триває 17-22 діб. За необхідності можна здійснювати штучні інкубацію. Для мальків стартовим кормом є: наупліуси артемії, циклопи тощо.